# Sacerdotalis Caelibatus
Sacerdotalis Caelibatus (latín: Celibato sacerdotal) es la sexta encíclica del papa Pablo VI. Fue promulgada el 24 de junio de 1967. Trata sobre el celibato sacerdotal.

## Estructura
- Introducción
  - El celibato sacerdotal hoy
  - Objeciones contra el celibato sacerdotal
  - Confirmación del celibato eclesiástico. Reconozcamos el don de Dios
- Aspectos doctrinales
  - Los fundamentos del celibato sacerdotal (dimensión cristológica, eclesiológica y escatológica
  - El celibato en la vida de la Iglesia
  - El celibato y los valores humanos
- Aspectos pastorales
  - La formación sacerdotal
  - La vida sacerdotal
  - Dolorosas deserciones
  - La solicitud del obispo
  - La ayuda de los fieles
- Conclusión